# Боа-Виста-дас-Мисойнс
Боа-Виста-дас-Мисойнс (порт. Boa Vista das Missões) — муниципалитет в Бразилии, входит в штат Риу-Гранди-ду-Сул. Составная часть мезорегиона Северо-запад штата Риу-Гранди-ду-Сул. Входит в экономико-статистический микрорегион Каразинью. Население составляет 2066 человек на 2007 год. Занимает площадь 195,358 км². Плотность населения — 11,3 чел./км².

## Статистика
- Валовой внутренний продукт на 2003 составляет 61.447.539,00 реалов (данные: Бразильский институт географии и статистики).
- Валовой внутренний продукт на душу населения на 2003 составляет 27.905,33 реалов (данные: Бразильский институт географии и статистики).
- Индекс развития человеческого потенциала на 2000 составляет 0,767 (данные: Программа развития ООН).